# Młodzieżowy Strajk Klimatyczny

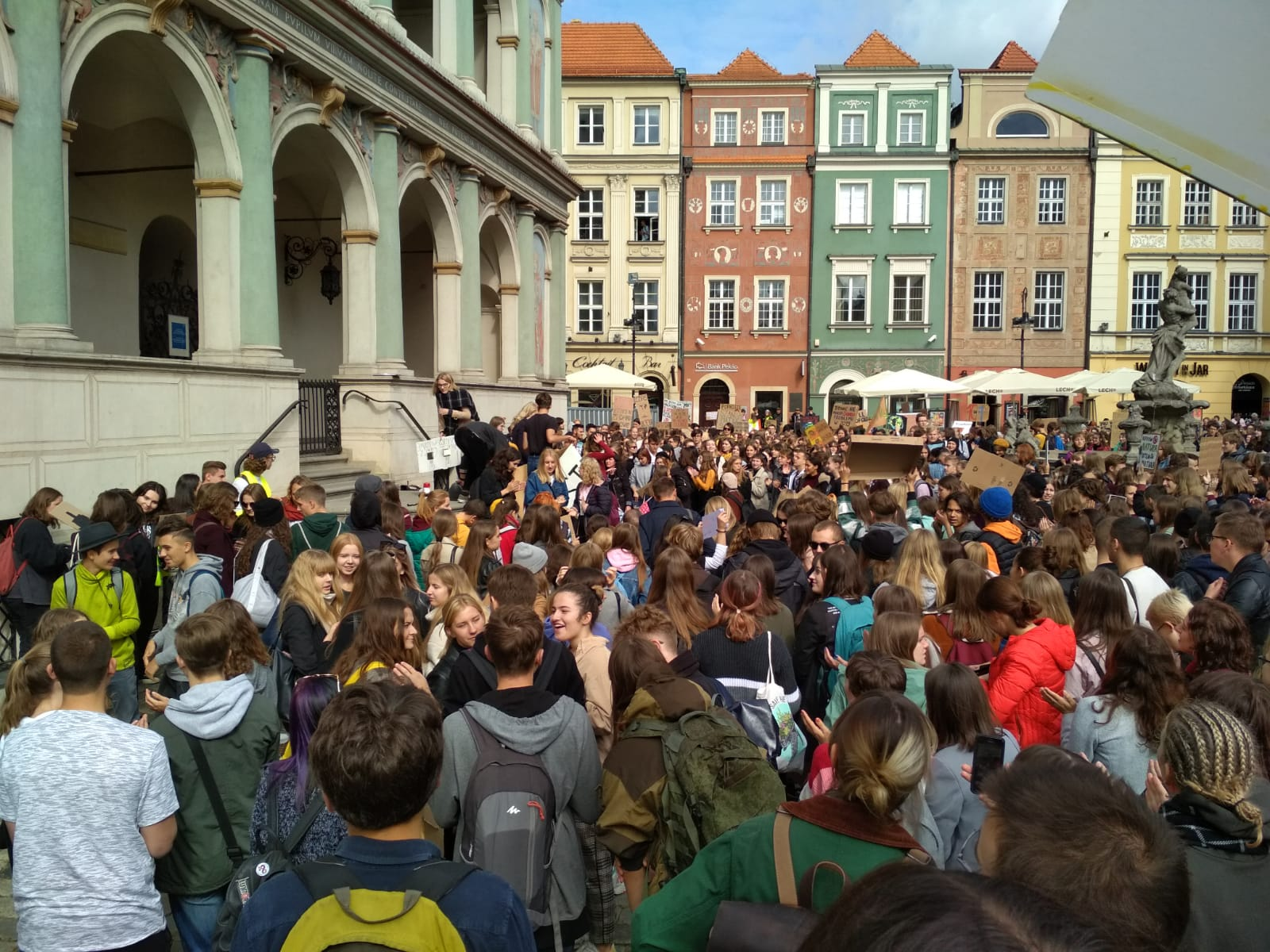
Młodzieżowy Strajk Klimatyczny, Poznań, 20 września 2019

Młodzieżowy Strajk Klimatyczny (szw. Skolstrejk för klimatet, w krajach anglojęzycznych: Fridays for Future, Youth for Climate, Climate Strike, Youth Strike for Climate) – międzynarodowy ruch uczniów i studentów, którzy w czasie zajęć szkolnych protestują przeciw bierności polityków wobec globalnego ocieplenia i wywołanych przez człowieka zmian klimatu. Został zainspirowany strajkami Grety Thunberg w Szwecji w 2018 roku. 15 marca 2019 strajkowali uczniowie z ponad 2 tysięcy miast w 123 państwach. Protest objął również Polskę. 20 września 2019 w strajku wzięli udział uczniowie z ok. 150 krajów, w tym z Polski, gdzie protesty odbyły się w 73 miastach.

## Postulaty Młodzieżowego Strajku Klimatycznego
Celem postulatów jest wymuszenie zmiany systemowej w Polsce i Unii Europejskiej, koniecznej według ich autorów do powstrzymania katastrofy klimatycznej.

1. Żądamy prowadzenia polityki klimatycznej w oparciu o aktualne stanowisko nauki wyrażone w najnowszych raportach Międzynarodowego Zespołu ds. Zmian Klimatu (IPCC) powołanego przez ONZ. Oczekujemy, że sugerowane przez środowisko naukowe rozwiązania będą wdrażane niezwłocznie we współpracy międzynarodowej.
2. Wzywamy rząd polski, by oficjalnie uznał katastrofę klimatyczną poprzez ogłoszenie stanu kryzysu klimatycznego. Kwestia kryzysu nie może być przedmiotem ideologicznych sporów - w obliczu katastrofy musimy mówić wspólnym głosem, ponad podziałami.
3. Domagamy się zawarcia kompleksowej i aktualnej wiedzy o mechanizmach kryzysu klimatycznego w podstawie programowej na wszystkich szczeblach edukacji, przy zapewnieniu kadrze nauczycielskiej obowiązkowych szkoleń w tym zakresie. Jednocześnie edukację klimatyczną w pełnym zakresie swoich kompetencji powinny zapewniać samorządy lokalne.
4. Żądamy by media wzięły na siebie odpowiedzialność za uświadamianie społeczeństwa o bezpośrednich zagrożeniach związanych z kryzysem klimatycznym. Wzywamy do priorytetyzowania tematu katastrofy klimatycznej w przekazie medialnym oraz posługiwania się językiem odzwierciedlającym wagę problemu.
5. Żądamy przyjęcia przez parlament RP ustawy powołującej ekspercką i niezależną Radę Klimatyczną, której zadaniem będzie opracowanie strategii osiągnięcia neutralności klimatycznej Polski do roku 2040 oraz kontrola realizacji tej strategii. Ustawa ta musi być stworzona przy aprobacie środowiska naukowego, maksymalnej transparentności i przy szerokich konsultacjach społecznych.
6. Oczekujemy podjęcia natychmiastowych kroków prowadzących do przeprowadzenia sprawiedliwej transformacji gospodarki w celu redukcji emisji gazów cieplarnianych. Wymagamy by respektowano prawa i potrzeby wszystkich których dotkną skutki transformacji, szczególnie osób zatrudnionych w sektorach energetyki, rolnictwa, przemysłu i transportu.

## Wyróżnienia
11 grudnia 2019 Greta Thunberg otrzymała tytuł Człowiek Roku tygodnika „Time”.
15 grudnia 2019 podczas VII edycji Nagrody Newsweeka im. Teresy Torańskiej Młodzieżowy Strajk Klimatyczny otrzymał wyróżnienie specjalne – „za naprawianie tego, co zepsuli dorośli”.